# おじさんが私の恋を応援しています（脳内）
『おじさんが私の恋を応援しています（脳内）』（おじさんがわたしのこいをおうえんしています かっこのうない）は、井野ジュンによる漫画作品。『ワケあっておじさんが私の恋を応援しています（脳内）』のタイトルでウェブコミック配信サイト『COMIC ポラリス』（フレックスコミックス）にて2021年1月22日より連載が開始され、単行本1巻の発売を機に現タイトルに改題、2022年3月24日まで連載された。

## あらすじ
OLの宮下まつりは、ある朝事故に巻き込まれてしまう。それをかばった中年男性・清川誠一郎のおかげでまつりはほぼ無傷で済んだが、昏睡した誠一郎の精神がまつりの脳内に居着いてしまう。まつりは普段通り出勤するが、業務中に誠一郎が余計な発言をしてしまう。まつりは病院で憧れの相手である「王子」こと清川樹と出会う。誠一郎から行動する勇気を貰ったまつりは、思い切って樹をお茶に誘うが、そこで誠一郎が再び発言し、誠一郎と樹が親子であることが発覚する。以降、誠一郎の精神はたびたびまつりの脳内を訪れ、2人の関係を応援することになる。

## 登場人物
宮下まつり（みやした まつり）
主人公のOL。思ったことを口に出せず、何でも了承してしまう性格だったが、誠一郎と関わってから改善しようとすることになった。
清川誠一郎（きよかわ せいいちろう）
中年男性。事故の後遺症により精神がまつりの脳内に入ることがある。
清川樹（きよかわ いつき）
まつりの想い人。取引先の社員。「王子」と呼ばれている。

## 書誌情報
- 井野ジュン 『おじさんが私の恋を応援しています（脳内）』 フレックスコミックス〈ポラリスCOMICS〉、全2巻
  1. 2021年7月15日発売[4]、ISBN 978-4-86675-1573
  2. 2022年2月15日発売[5]、ISBN 978-4-86675-1955

## テレビドラマ
2022年2月14日より東京メトロポリタンテレビジョン（TOKYO MX）にて月曜22時から22時30分に放送。同局のドラマ枠「ドラマニア!」の第3弾となる。
この番組ではTOKYO MXが運営している動画配信サービスのエムキャスに加えて、日本テレビが運営している無料動画配信サービスの日テレ無料TADA!や在京民放キー局5社が共同運営している動画配信サービスのTVerでも見逃し配信を行っている。TOKYO MX製作番組がTVerにて配信されるのは本番組が初めてとなった。

### キャスト
- 宮下まつり - 北乃きい
- 誠一郎 - アキラ100%
- 樹 - 笹森裕貴
- 田辺実里 - 山口香緒里
- 牧村晶子 - 柳美稀
- 佐々木浩二 - 税所伊久磨
- 保田紘子 - 花柳のぞみ
- 近藤飛鳥 - 竹内詩乃
- 石川千晴 - 田中日奈子
- 清水優希 - 田名部生来

### スタッフ
- 原作 - 井野ジュン『おじさんが私の恋を応援しています（脳内）』（フレックスコミックス「COMICポラリス」連載）
- 監督 - 山口ヒロキ、井木義和
- 助監督 - 井木義和（1話 - 4話、7話・8話）
- 脚本 - 安江渡
- 撮影・照明 - 曽根剛
- 録音 - 中川究矢
- 美術 - 畠山和久
- 音響効果 - 北澤亨
- オープニング主題歌 - 宮川愛李「キミトソーダ」（NiM RECORDS/Being）[11]
- エンディング主題歌 - 荒井麻珠「I n f i n i t y」（Purple One Star）[11]
- 音楽 - 倉堀正彦
- 制作統括 - 伊達寛
- エグゼクティブプロデューサー - 南晋一朗、山下学
- プロデューサー - 金子広孝、柴原祐一
- 制作プロダクション - ダブ
- 製作・著作 - TOKYO MX

### 放送日程
| 放送回 | 放送日  | サブタイトル                 | 監督       |
| ------ | ------- | ---------------------------- | ---------- |
| 第1話  | 2月14日 | 同居生活、始まる（脳内）     | 山口ヒロキ |
| 第2話  | 2月21日 | デートに、父きたる（脳内）   | 山口ヒロキ |
| 第3話  | 2月28日 | おじさん、恋を指南（脳内）   | 山口ヒロキ |
| 第4話  | 3月7日  | どきどきハラハラ、お家デート | 山口ヒロキ |
| 第5話  | 3月14日 | 摩訶不思議、占いデート       | 井木義和   |
| 第6話  | 3月21日 | 樹、知られざる秘密           | 井木義和   |
| 第7話  | 3月28日 | まつりと樹、最大の試練       | 山口ヒロキ |
| 第8話  | 4月4日  | サヨナラ、おじさん（脳内）   | 山口ヒロキ |

| TOKYO MX ドラマニア!                               | TOKYO MX ドラマニア!                                         | TOKYO MX ドラマニア!                                                  |
| 前番組                                             | 番組名                                                       | 次番組                                                                |
| -------------------------------------------------- | ------------------------------------------------------------ | --------------------------------------------------------------------- |
| 青きヴァンパイアの悩み （2021年2月 - 3月）         | おじさんが私の恋を応援しています（脳内） （2022年2月 - 4月） | 片恋グルメ日記2 （2022年5月23日 - 7月11日）                           |
| TOKYO MX 月曜 22:00 - 22:30                        |                                                              |                                                                       |
| 藤田玲の＃カモマイ-ムチャブリすごろくバラエティー- | おじさんが私の恋を応援しています（脳内）                     | 極主夫道 第2シーズン（22:00 - 22:25） フラッシュ天気（22:25 - 22:30） |